# Hana Šromová
Hana Šromová (født 10. april 1978 i Koprivnice, Tjekkoslovakiet) er en tidligere kvindelig professionel tennisspiller fra Tjekkiet.
Hana Šromová højeste rangering på WTA single rangliste var som nummer 87, hvilket hun opnåede 19. juni 2006. I double er den bedste placering nummer 63, hvilket blev opnået 24. juli 2006. 